# Evert Hansson
Gustaf Evert "Sperlingen" Hansson, född 23 februari 1908 i Örgryte församling, död 17 januari 1979 i Göteborg, var en svensk fotbollsspelare.
Hansson representerade Örgryte IS i Allsvenskan 1925/1926–1939/1940, och spelade sammanlagt 219 allsvenska matcher (62 mål) för klubben.
Åren 1930–1933 spelade Hansson 13 A-landskamper (fem mål) för Sverige.